# Il catino di zinco
Il catino di zinco è il romanzo d'esordio di Margaret Mazzantini. 
Il libro, basato sulla storia del ramo paterno della famiglia dell'autrice, vinse nel 1994 il Premio Rapallo Carige (sezione “Opera prima”) e il Premio Selezione Campiello.
Nel 2009 è stato tradotto in francese.

## Trama
È nel mezzo di una chiesa vuota, di fronte al corpo senza vita di Antenora, sua nonna, che l'autrice torna con la memoria indietro di tre generazioni, rievocando un mosaico di ricordi ed emozioni. I personaggi della sua famiglia emergono in un susseguirsi di aneddoti teneri e crudeli. Ma la storia di Antenora è anche quella di un secolo che la metterà di fronte a prove decisive: gli anni bui della guerra, il fascismo, il dopoguerra, il matrimonio e la crescita dei figli, fino alla solitudine senile.

## Critica
(Roberto Pazzi sul Corriere della Sera del 22 maggio 1994)
(Michele Trecca su La Gazzetta del Mezzogiorno del 31 luglio 1994)

## Edizioni
- Margaret Mazzantini, Il catino di zinco, Venezia, Marsilio, 1994 (2ª ristampa nel 2003).